# Anne Bocka
Anne Bocka (* 5. November 1993 in Ulm) ist eine ehemalige deutsche Handballspielerin, die zuletzt beim Zweitligisten Frisch Auf Göppingen unter Vertrag stand.

## Karriere
Bocka spielte ab ihrem 13. Lebensjahr beim Thüringer HC. Mit der B-Jugend des THC gewann sie im Jahr 2009 die deutsche Meisterschaft. Im Jahr 2010 wechselte die Torhüterin zur DJK/MJC Trier. Dort lief Bocka anfangs für die 2. Mannschaft auf und rückte später als dritte Torhüterin in den Bundesligakader. In Trier erhielt sie auch ihre ersten Spielanteile in der Bundesliga. Zusätzlich war sie bis zum Saisonende 2012/13 per Förderlizenz für den Drittligisten Roude Léiw Bascharage spielberechtigt.
Bocka schloss sich 2013 dem Zweitligisten TV Nellingen an. Mit Nellingen stieg sie 2016 in die Bundesliga auf. Zur Saison 2018/19 wechselte sie zum Ligakonkurrenten HSG Bad Wildungen. Zwei Spielzeiten später unterschrieb Bocka einen Vertrag beim Bundesligisten Frisch Auf Göppingen. Mit Göppingen trat sie 2021 den Gang in die Zweitklassigkeit an. Nach der Saison 2023/24 beendete sie ihre Karriere, nachdem sie mit Frisch Auf Göppingen den Wiederaufstieg in die erste Bundesliga geschafft hatte.
Bocka gehörte dem erweiterten Kader der deutschen Beachhandballnationalmannschaft an.
Bocka übernahm im Sommer 2024 das Torwarttraineramt beim Bundesligisten TuS Metzingen.